# Acesur
Acesur er en spansk producent af olivenolie. Det involverer processen fra produktion, raffinering, pakning, markedsføring og eksport af vegetabilske olier, oliven, eddike, sauce, mayonnaise og kondiment. Deres brands omfatter La Espaṅola, Coosur og Al Amir.